# HC Plzeň 1929
Der HC Plzeň 1929 (bis 2009 HC Lasselsberger Plzeň) ist ein tschechischer Eishockeyclub aus Pilsen, der seit der Gründung der Tipsport Extraliga 1993 an dieser teilnimmt. Die Heimspiele des Vereins werden in der Logspeed CZ Aréna ausgetragen, die 8.211 Zuschauern Platz bietet.

## Geschichte
Anfang des 20. Jahrhunderts wurde in Pilsen nicht Eishockey, sondern Bandy gespielt. 1909 wurde der Klub Union gegründet, der unter anderem gegen Mannschaften aus Strakonice und Písek spielte. Ab 1917 wurde der Sport populärer und weitere Vereine wie SK Smichov Pilsen, Český lev und 1. ČLTK Plzeň entstanden. Zehn Jahre später, 1929, gründete sich innerhalb des Studentenclubs SK Viktoria Plzeň eine Abteilung für Eishockey, die als Ursprung des heutigen HC Plzeň gilt. Spieler dieser Zeit waren Průcha, Šalda, Binder, Diviš und Čechura. 1948 wurde der Verein in Sokol Plzeň IV umbenannt und trat mit Spielern wie Plochý, Volráb, Liškové, Švajner und Nekola an.
Ab 1949 nahm die erste Mannschaft an der regionalen Eishockeymeisterschaft teil, wobei die Heimspiele auf dem ehemaligen Viehmarkt stattfanden, wo ein offenes Eisstadion mit künstlicher Eisfläche errichtet wurde. 1951 gelang der Mannschaft, zu der Spieler wie Vybíral, Trhlík, Šmat, Havlíček, Petr, Krauz, Radič, Brand und Šašek gehörten, der Aufstieg in die höchste Spielklasse der Tschechoslowakei, die 1. Liga. In den folgenden Jahren etablierte sich die Mannschaft aus Pilsen in der Spielklasse und schloss die Saison 1956/57 auf dem dritten Platz ab. Zudem wurden einige Spieler (Šašek, Vinš, Václav und Sventek) von Spartak, wie der Verein seit 1952 hieß, in die Tschechoslowakische Nationalmannschaft berufen, um an der Weltmeisterschaft in Moskau 1957 teilzunehmen. Dort gewann die Auswahlmannschaft die Bronzemedaille. In den folgenden zwei Spielzeiten belegte Spartak Plzeň jeweils den zweiten Platz der Meisterschaft und damit den Vizemeistertitel.

### 1960er und 1970er Jahre
In den frühen 1960er Jahren konnte die Mannschaft aus Pilsen nicht an diese Erfolge anknüpfen und stieg 1966 sogar in die 2. Liga ab. 1968 wurde die offene Eisbahn überdacht und bot seitdem eine Zuschauerkapazität von ca. 8000. Ein Jahr später gelang der Wiederaufstieg in die 1. Liga, als man in der Relegation VŽKG Ostrava, AŠ Mladá Boleslav und IS Banská Bystrica hinter sich ließ. Zur Aufstiegsmannschaft gehörten Spieler wie Bednář, Neubauer, Huml und Jonák, während Bohuslav Ebermann und Milan Kajkl, die ebenfalls aus dem Verein stammten, mit HC Dukla Jihlava Meister der ČSSR wurden. Am Ende der Spielzeit 1970/71 belegte Škoda Plzeň nur den letzten Platz der Tabelle und stieg erneut in die 2. Liga ab. Aber schon ein Jahr später folgte der Wiederaufstieg, als man in der Relegation unter anderem Slavia Prag hinter sich ließ.

Logo zwischen 2003 und 2009

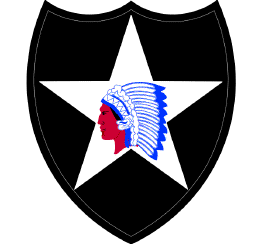
Das Logo der 2. US-Infanteriedivision war Grundlage für das neue Logo des HC Plzeň 1929

In den 1970er Jahren platzierte sich Škoda Plzeň meist im hinteren Teil der Tabelle, bevor 1978 sogar erneut der Abstieg in die zweite Spielklasse (tschechische Nationalliga) folgte. Doch schon ein Jahr später stieg die Mannschaft wieder in die höchste Spielklasse auf, als diese in der Relegation Spartak ZŤS Dubnica, den Sieger den slowakischen Nationalliga, mit 3:1 in vier Spielen besiegte (vor bis zu 10200 Zuschauern). Seitdem spielt die Mannschaft aus Pilsen ununterbrochen in der höchsten Spielklasse der ČSSR, ČSFR und Tschechiens. Dabei erreichte der Verein in der Saison 1991/92 erneut den Vizemeistertitel.

### Seit 1990
Nach der Auflösung der Tschechoslowakei wechselte der Name des Vereins häufig, da der Hauptsponsor des Vereins in den Namen aufgenommen wurde. So hieß der Verein zwischen 1994 und 1995 HC Interconex Plzeň, dann HC ZKZ Plzeň, ab 1997 HC Keramika Plzeň und seit 2004 HC Lasselsberger Plzeň. Die beste Platzierung des Vereins seit Gründung der tschechischen Extraliga war der dritte Platz in der Spielzeit 1999/2000. Zwischen 2004 und 2008 erreichte Pilsen jedoch nie die Playoffs, erst in der Saison 2008/09 gelangte das Team um Martin Straka bis ins Halbfinale der Playoffs. Im Jahr 2013 wurde man erstmals tschechischer Meister. Der Meistertitel wurde im 7. Spiel in der zweiten Verlängerung entschieden. Das spielentscheidende Tor erzielte Martin Straka in der 96:15 Minute.

### Vereinsnamen
- 1929 – SK Viktoria Plzeň
- 1948 – Sokol Plzeň IV
- 1949 – ZSJ Škodovy závody
- 1952 – ZSJ Leninovy závody
- 1953 – Spartak Plzeň LZ
- 1965 – TJ Škoda Plzeň
- 1991 – HC Škoda Plzeň
- 1994 – HC Interconnex Plzeň
- 1995 – HC ZKZ Plzeň
- 1997 – HC Keramika Plzeň
- 2003 – HC Lasselsberger Plzeň
- 2009 – HC Plzeň 1929
- 2012 – HC Škoda Plzeň

## Saisonstatistik

### Platzierungen 1952–1992
Folgende Tabelle gibt einen Überblick über die Platzierungen des Vereins in der höchsten Spielklasse der Tschechoslowakei zwischen 1952 und 1993, ausgenommen die Jahre der Zweitklassigkeit.
Legende: Sp: Spiele; S: Siege; U: Unentschieden; N: Niederlage; Torv: Torverhältnis; Pkt: Punkte
| Saison  | Platz | Sp | S  | U  | N  | Torv    | Pkt | Kommentar                                                                                              |
| ------- | ----- | -- | -- | -- | -- | ------- | --- | --- |
| 1951–52 | 4.    | 10 | 4  | 0  | 6  | 41:59   | 8   | – |
| 1952–53 | 5.    | 12 | 4  | 1  | 7  | 46:70   | 9   | – |
| 1953–54 | 6.    | 10 | 3  | 2  | 5  | 49:55   | 8   | – |
| 1954–55 | 6.    | 14 | 6  | 0  | 8  | 48:61   | 12  | – |
| 1955–56 | 3.    | 14 | 8  | 0  | 6  | 61:59   | 16  | – |
| 1956–57 | 3.    | 26 | 18 | 3  | 6  | 119:69  | 38  | – |
| 1957–58 | 2.    | 22 | 14 | 1  | 7  | 106:83  | 29  | – |
| 1958–59 | 2.    | 22 | 13 | 1  | 8  | 109:81  | 27  | – |
| 1959–60 | 6.    | 22 | 10 | 4  | 8  | 91:77   | 24  | – |
| 1960–61 | 7.    | 32 | 18 | 2  | 12 | 144:117 | 38  | – |
| 1961–62 | 5.    | 32 | 13 | 4  | 15 | 100:113 | 30  | – |
| 1962–63 | 10.   | 32 | 12 | 5  | 15 | 102:110 | 29  | – |
| 1963–64 | 9.    | 32 | 10 | 7  | 15 | 121:141 | 27  | – |
| 1964–65 | 10.   | 32 | 13 | 0  | 19 | 100:135 | 26  | – |
| 1965–66 | 10.   | 36 | 6  | 6  | 24 | 88:180  | 18  | Abstieg                                                                                                |
| 1969–70 | 5.    | 36 | 14 | 5  | 17 | 109:131 | 33  | – |
| 1970–71 | 10.   | 36 | 10 | 4  | 22 | 120:154 | 24  | Abstieg                                                                                                |
| 1972–73 | 6.    | 36 | 14 | 7  | 15 | 124:127 | 35  | Play-offs verpasst                                                                                     |
| 1973–74 | 11.   | 44 | 14 | 6  | 24 | 147:169 | 34  | – |
| 1974–75 | 9.    | 44 | 18 | 4  | 22 | 154:169 | 40  | – |
| 1975–76 | 5.    | 32 | 13 | 3  | 16 | 116:132 | 29  | – |
| 1976–77 | 8.    | 44 | 17 | 6  | 21 | 178:191 | 40  | – |
| 1977–78 | 12.   | 44 | 11 | 7  | 26 | 125:186 | 29  | Abstieg, 1:1 und 2:3 gegen Dukla Trenčín                                                               |
| 1979–80 | 9.    | 44 | 16 | 4  | 24 | 124:164 | 36  | – |
| 1980–81 | 11.   | 44 | 14 | –  | 30 | 121:172 | 28  | – |
| 1981–82 | 11.   | 44 | 17 | –  | 27 | 128:181 | 34  | – |
| 1982–83 | 9.    | 44 | 13 | 12 | 19 | 135:181 | 38  | – |
| 1983–84 | 12.   | 44 | 13 | 5  | 26 | 136:171 | 32  | Ligaerhalt in der Relegation                                                                           |
| 1984–85 | 11.   | 44 | 13 | 7  | 24 | 136:160 | 33  | – |
| 1985–86 | 7.    | 34 | 16 | 3  | 15 | 125:128 | 35  | Viertelfinale 0:3 gegen HC Litvínov                                                                    |
| 1986–87 | 10.   | 34 | 11 | 6  | 17 | 109:129 | 28  | Play-offs verpasst                                                                                     |
| 1987–88 | 9.    | 34 | 12 | 4  | 18 | 120:141 | 28  | Play-offs verpasst                                                                                     |
| 1988–89 | 4.    | 34 | 16 | 6  | 12 | 130:110 | 38  | Viertelfinale 0:3 gegen HC Košice                                                                      |
| 1989–90 | 10.   | 44 | 13 | 8  | 23 | 136:156 | 34  | Play-offs verpasst                                                                                     |
| 1990–91 | 5.    | 52 | 26 | 6  | 20 | 161:150 | 58  | Play-offs verpasst                                                                                     |
| 1991–92 | 1.    | 38 | 21 | 7  | 10 | 139:112 | 49  | Viertelfinale 3:2 gegen Sparta Prag, Halbfinale 3:2 gegen HC Vítkovice, Finale 1:3 gegen Dukla Trenčín |
| 1992–93 | 14.   | 40 | 12 | 2  | 26 | 125:153 | 26  | Play-offs verpasst                                                                                     |

### Platzierungen seit 1993
| Saison    | Hauptrunde | Punkte | Platzierung | Kapitän                                     | Kommentar                                                         |
| --------- | ---------- | ------ | ----------- | ------------------------------------------- | ----------------------------------------------------------------- |
| 1993/1994 | 9.         | 38     | 9. Platz    |                                             | Klassenerhalt in den Playdowns gegen HC Jindřichův Hradec         |
| 1994/1995 | 5.         | 46     | 6. Platz    | Ivan Vlček                                  | 0:3 im Playoff-Viertelfinale gegen AC ZPS Zlín                    |
| 1995/1996 | 11.        | 31     | 11. Platz   | Milan Volák                                 | 0:3 in den Pre-Playoffs gegen HC Slavia Prag                      |
| 1996/1997 | 11.        | 47     | 11. Platz   | Milan Volák                                 | –                                                                 |
| 1997/1998 | 5.         | 59     | 5. Platz    |                                             | 2:3 im Playoff-Viertelfinale gegen HC Sparta Prag                 |
| 1998/1999 | 6.         | 60     | 6. Platz    |                                             | 2:3 im Playoff-Viertelfinale gegen HC Železárny Třinec            |
| 1999/2000 | 5.         | 63     | 3. Platz    | Josef Řezníček                              | 0:3 im Playoff-Halbfinale gegen den HC Slovnaft Vsetín            |
| 2000/2001 | 10.        | 74     | 10. Platz   | Josef Řezníček                              | –                                                                 |
| 2001/2002 | 4.         | 87     | 6. Platz    | Josef Řezníček                              | 2:4 im Playoff-Viertelfinale gegen den HC Vítkovice               |
| 2002/2003 | 9.         | 71     | 9. Platz    | Josef Řezníček                              | –                                                                 |
| 2003/2004 | 8.         | 68     | 4. Platz    | Jiří Hanzlík, David Pospíšil, Aleš Krátoška | 1:4 im Playoff-Halbfinale gegen den HC Hamé Zlín                  |
| 2004/2005 | 9.         | 74     | 9. Platz    | David Pospíšil                              | Playoffs aufgrund des schlechteren Torverhältnisses (−5) verpasst |
| 2005/2006 | 11.        | 63     | 11. Platz   | Pavel Trnka                                 | –                                                                 |
| 2006/2007 | 13.        | 63     | 13. Platz   | Radek Matějovský                            | keine Playdowns, da kein Absteiger                                |
| 2007/2008 | 9.         | 77     | 9. Platz    | Tomáš Divíšek                               | 1:3 in den Pre-Playoffs gegen HC Geus Okna Kladno                 |
| 2008/2009 | 7.         | 82     | 4. Platz    | Martin Straka                               | 1:4 im Playoff-Halbfinale gegen HC Slavia Prag                    |
| 2009/2010 | 1.         | 106    | 5. Platz    | Martin Straka                               | 2:4 im Playoff-Halbfinale gegen die Bílí Tygři Liberec            |
| 2010/2011 | 9.         | 77     | 9. Platz    | Martin Straka                               | 1:3 in den Pre-Playoffs gegen den HC BENZINA Litvínov             |
| 2011/2012 | 2.         | 99     | 3. Platz    | Martin Straka                               | 1:4 im Playoff-Halbfinale gegen den HC Kometa Brno                |
| 2012/2013 | 3.         | 89     | 1. Platz    | Martin Straka                               | 4:3 im Playoff-Finale gegen den HC Zlín                           |
| 2013/2014 | 3.         | 94     | 5. Platz    | Martin Straka                               | 2:4 im Playoff-Viertelfinale gegen den HC Kometa Brno             |
| 2014/2015 | 7.         | 75     | 9. Platz    | Ondřej Kratěna                              | 1:3 in den Pre-Playoffs gegen BK Mladá Boleslav                   |
| 2015/2016 | 4.         | 87     | 3. Platz    | Ondřej Kratěna                              | 2:4 im Playoff-Halbfinale gegen den HC Sparta Praha               |
| 2016/2017 | 9.         | 73     | 8. Platz    | Ondřej Kratěna                              | 2:4 im Playoff-Viertelfinale gegen die Bílí Tygři Liberec         |
| 2017/2018 | 1.         | 107    | 3. Platz    | Petr Kadlec                                 | 1:4 im Playoff-Halbfinale gegen den HC Kometa Brno                |
| 2018/2019 | 3.         | 98     | 3. Platz    | Milan Gulaš                                 | 3:4 im Playoff-Halbfinale gegen den HC Oceláři Třinec             |

## Trainer
| Zeitraum  | Trainer           | Co-Trainer                        |
| --------- | ----------------- | --------------------------------- |
| 1993      | Pavel Soudský     | Vladimír Bednář, Radek Kampf      |
| 1994      | Vladimír Bednář   | Jindřich Setikovský, Josef Hovora |
| 1994–1995 | Karel Trachta     | Jindřich Setikovský               |
| 1995–1996 | Bohuslav Ebermann | Zdeněk Haber, Radim Rulík         |
| 1997–2000 | Marek Sýkora      | Radim Rulík                       |
| 2001      | Marek Sýkora      | František Černý                   |
| 2001      | Jaroslav Liška    | František Černý                   |
| 2002      | Richard Farda     | Milan Razým, Radek Kampf          |
| 2002–2003 | Richard Farda     |                                   |
| 2002–2003 | Milan Razým       | Radek Kampf                       |
| 2003      | Karel Trachta     | Milan Razým, Radek Kampf          |
| 2003      | Rostislav Čada    | Miroslav Přerost                  |
| 2004      | Miroslav Přerost  | Jiří Kučera                       |
| 2005      | Jiří Neubauer     | Ivan Vlček                        |
| 2005–2006 | Marek Sýkora      | Radim Rulík und Radek Kampf       |
| 2007      | Jiří Kučera       | František Černý                   |
| 2008      | Miloslav Hořava   | Radim Rulík                       |
| 2008–2009 | Pavel Hynek       | Milan Razým                       |
| 2009–2011 | Marian Jelínek    | Milan Razým, Rudolf Pejchar       |
| 2011–2012 | Marian Jelínek    | Milan Razým, Michal Straka        |
| 2012–2013 | Milan Razým       | Michal Straka                     |

## Bekannte ehemalige Spieler
- Vladimír Bednář (Weltmeister 1972)
- Bohuslav Ebermann (Weltmeister 1977)
- Pavel Francouz
- Jan Chotěborský (U20-Weltmeister 2000)
- Dominik Kahun
- Milan Kajkl (Weltmeister 1976, 1977)
- Milan Kraft (U20-Weltmeister 2000)
- Dominik Kubalík
- Jiří Kučera (Weltmeister 1996)
- Dušan Salfický (Weltmeister 2000)
- Martin Straka (Olympiasieger 1998, Weltmeister 2005)
- Petr Sýkora (Weltmeister 1999, 2005; Stanley Cup 2000, 2009)
- Zdeněk Šmíd (U20-Weltmeister 2000)
- Jaroslav Špaček
  496 NHL-Spiele für die Florida Panthers, die Chicago Blackhawks, die Columbus Blue Jackets und die Edmonton Oilers; Gold- und Bronzemedaillengewinner mit der Tschechischen Nationalmannschaft bei den Olympischen Spielen 1998 und 2006 sowie Weltmeister 2001 und 2005
- Martin Špaňhel (Weltmeister 2000)
- David Moravec
- Petr Kořínek
- Jiří Neubauer
- Jan Rutta
- Josef Řezníček
- Dominik Simon
- Stanislav Sventek
- Miloslav Šašek
- Viktor Ujčík
- Vilém Václav
- Miloslav Vinš
- Ivan Vlček
- František Černý

## Heimspielstätte
1950 wurde auf einem ehemaligen Viehmarkt in Pilsen ein offenes Eisstadion eröffnet, dass über eine künstliche Eisfläche verfügte und bis zu 14000 Zuschauern Platz bot. Diese Maximalanzahl an Zuschauern wurde nur einmal erreicht, als 1950 der AIK Stockholm in Pilsen als Gastmannschaft auflief. 1959 war das Eisstadion in Pilsen Austragungsort der B-Weltmeisterschaft, die von der B-Nationalauswahl der Tschechoslowakei gewonnen wurde.
1968 wurde das offene Stadion überdacht und bietet heute 8.211 Zuschauern Platz. Den besten Zuschauerschnitt in seiner Geschichte erreichte der HC Plzeň in der Spielzeit 1969/70, als durchschnittlich 9930 Zuschauer die Heimspiele des Vereins verfolgten.
Seit Gründung der Extraliga liegt der Zuschauerschnitt zwischen 4000 und 7000. Ende der 1990er Jahre, als der HC Keramika Plzeň am erfolgreichsten spielte, war das Stadion insgesamt fünfmal ausverkauft. 2006 wurde das Stadion in ČEZ Aréna umbenannt. Neben der ČEZ Aréna steht dem Verein noch eine weitere Eishalle für Trainingszwecke zur Verfügung, die 170 Zuschauern Platz bietet.